# Rad-Weltcup 1998
Der Rad-Weltcup 1998 bestand aus 10 Eintagesrennen. Der Italiener Michele Bartoli gewann zum zweiten Mal in Folge Weltcup. In der Mannschaftswertung siegte das Team Mapei.

## Rennen
| Datum       | Radrennen                | Sieger               |
| ----------- | ------------------------ | -------------------- |
| 21. März    | Mailand-San Remo         | Erik Zabel           |
| 5. April    | Flandern-Rundfahrt       | Johan Museeuw        |
| 12. April   | Paris–Roubaix            | Franco Ballerini     |
| 19. April   | Lüttich–Bastogne–Lüttich | Michele Bartoli      |
| 25. April   | Amstel Gold Race         | Rolf Järmann         |
| 8. August   | Clásica San Sebastián    | Francesco Casagrande |
| 16. August  | HEW Cyclassic            | Léon van Bon         |
| 23. August  | Meisterschaft von Zürich | Michele Bartoli      |
| 4. Oktober  | Paris–Tours              | Jacky Durand         |
| 17. Oktober | Lombardei-Rundfahrt      | Oscar Camenzind      |

## Endstand
| Platz | Fahrer          | Punkte |
| ----- | --------------- | ------ |
| 1.    | Michele Bartoli | 416    |
| 2.    | Leon van Bon    | 190    |
| 3.    | Andrea Tafi     | 166    |
| 4.    | Stefano Zanini  | 163    |
| 5.    | Michael Boogerd | 146    |